# بخش لاکار
بخش لاکار (به اسپانیایی: Departamento Lácar) یک منطقهٔ مسکونی در آرژانتین است که در استان نئوکن واقع شده‌است. بخش لاکار ۴٬۹۳۰ کیلومتر مربع مساحت و ۲۴٬۶۷۰ نفر جمعیت دارد.